# العلاج بالإنسولين
العلاج بالإنسولين هو بديل لعلاج السرطان وهو علاج تجريبي يستخدم فية الإنسولين مساعدًا للعلاج الكيميائي بجرعة منخفضة. ويستخدم الإنسولين علاجًا وقائيًا لمجموعة متنوعة من الأمراض المزمنة الأخرى بالإضافة إلى السرطان.

## تاريخ العلاج بالإنسولين
اخترع دوناتو بيريز غارسيا العلاج بالإنسولين في عام 1932م. وقد طورت ابن دوناتو بيريز غارسيا بيلون العلاج وتابعته، وكذلك حفيده المتبرع بيريز غارسيا،
في البداية، قام غارسيا باستهداف مرض الزهري، ثم حاول في وقت لاحق علاج الأمراض المزمنة وبعض أنواع السرطان.
في عام 1939، أوصى الأمين العام المكسيكي من وزارة الصحة أن العلاج بالإنسولين بتلقي التحقيق العلمي الشامل لعلاج الزهري العصبي، ردًا على نجاح دوناتو بيريز غارسيا الموثق في استخدام العلاج الوقائي «الإنسولين» لعلاج المرضى الذين يعانون من الزهري العصبي، في كل من المكسيك والولايات المتحدة
في عام 1940، قام المسؤولون المكسيكيون على توقيع وثيقة تثبت نجاح العلاج الخاص بدوناتو بيريز غارسيا في عيادة ميدانية تجريبية خاصة بالجيش. تشهد الوثيقة: «أن العلاج فعال بنسبة 100 في المئة وتطبيق العلاج أثبت في كثير من الحالات التي تكون فيها الأساليب المقبولة الخطيرة التي تم تطبيقها من دون خطرًا على المرضى من جميع الأعمار أنها لا تتطلب معدات خاصة، إن هذا العلاج يحصل على نتائج دائمة ما تكون إيجابية في وقت قصير مثير للدهشة، وهذا من وجهة نظر اقتصادية ليست هناك أي مقارنة بين هذا العلاج والعلاج الموجود في يومنا هذا، أثبتت هذه الطريقة أن العلاج ليس فقط ينطبق على الزهري العصبي ولكن أيضا للعديد من الأمراض الأخرى ذات الطابع البكتيري، كما ثبت في علاج أفراد الأسرة العسكريين في هذه العيادة لأمراض مختلفة».

## كيفية عمل العلاج
يستخدم العلاج بالإنسولين لزيادة نفاذية غشاء الخلية في الخلايا المريضة من أجل زيادة امتصاص العوامل العلاجية. عندما تستخدم لعلاج السرطان بالاشتراك مع العلاج الكيميائي، يتم حقن جرعة من الإنسولين في الوريد تليها جرعة منخفضة من العلاج الكيميائي عندما يتم امتصاص الإنسولين. جرعة العلاج الكيميائي عادة ما يكون 10٪ إلى 25٪ من الجرعة الموصوفة تقليديا. ثم يتم حقن الماء والسكر لوقف نقص السكر في الدم (انخفاض نسبة السكر في الدم) الناتجة عن حقن الإنسولين.

## فعالية العلاج
وفقا لدراسة عام 1981 "الإنسولين، الذي ينشط ويعدل مسارات الأيض في الخلايا السرطانية في الثدي البشري، تبين أن هناك زيادة في تأثير الخلايا السامة للميثوتريكسيت ما يصل إلى عشرة آلاف أضعاف في المختبر." وفي عام 2003، أجرى الباحثون الصينيون تجربة في علاج خلايا سرطان المريء والسرطان الرئوي مع مزيج من الانسولين والعديد من أدوية العلاج الكيميائي، يعزز الإنسولين من تأثير الخلايا السامة الموجودة في العلاج الكيميائي. ومن الممكن زيادة النمو والتمثيل الغذائي لخلايا السرطان لأول مرة، ومن ثم إدارة استخدام العلاج الكيميائي، وبالتالي تحسين آثارها العلاجية ".
أظهرت دراسة طبية أخرى أن الأدوية المستخدمة في مقاومة انتشار السرطان للثدى، حيث أن دمج ميثوتريكسات مع الإنسولين يكون له تأثيرا قويا معا في الاستجابة ضد الخلايا السرطانية عن استخدام الإنسولين أو الميثوتريكسات بشكل منفصل. إن استخدام الإنسولين بالإضافة إلى العلاج الهرمونى كان له أثر كبير في مقاومة سرطان البروستاتا، وعلى الرغم من عدد صغير من المرضى الذين عولجوا من أورام البروستاتا، فإن النتائج الأولية واعدة وهذا يعطينا الأمل والتوقع الأفضل في المستقبل لاستخدام الإنسولين مع غيره في علاج السرطان.
تشير التقارير المتواترة من ممارسي العلاج بالإنسولين الذي تم تنفيذه بنجاح كجزء من برنامج IPTLD في علاج أشكال عدة من السرطان في المرضى. وطبقا لتقرير عام 1989 أن استخدام العلاج الإنسولين بالتزامن مع انخفاض العلاج الكيميائي كجرعة لعلاج سرطان الثدي في أربعة مرضى أن «شوهدت تحسينات كبيرة في المسار السريري لكل مريض من خلال تخفيض في حجم السرطان أو اختفاءه تماما وثبوت الخلايا السرطانية وعدم قدرتها على الانتشار والتغيرات الايجابية في المختبر، والتحسينات في درجات Karnofsky. كانت تلك الايجابيات في جميع المرضى الأربعة، من دون آثار جانبية مرتبطة بالجرعة.»
لم يثبت العلاج بالإنسولين لحد الآن. حيث البقاء على قيد الحياة لفترة طويلة باستخدام ذلك العلاج لم يتم اثباته بعد.

## الأثار الجانبية
الخطر المباشر هو نقص السكر في الدم.
استخدام العلاج الكيميائي بجرعات أقل من المطلوبة بغرض ادراجها مع الإنسولين قد يسبب مشكلة في المستقبل بأن يقاوم الورم العلاج، بالنسبة لبعض أنواع السرطان، وخاصة سرطان الثدي وسرطان القولون، يمكن أن يعزز الإنسولين من نمو الورم.

## آلية عمل العلاج
يقوم الإنسولين بزيادة قدرة العلاج الكيميائى بطريقتين: عن طريق زيادة نفاذية الأغشية الخلايا السرطانية بحيث يمكن استيعاب كمية أكبر من الأدوية التي تقوم بالقضاء على السرطان، أو عن طريق تعديل وظيفة التمثيل الغذائي للخلايا السرطانية وذلك لجعلها أكثر حساسية إلى الآثار السامة التي تقوم بها أدوية العلاج الكيميائي. فرضية واحدة لآلية تأثير الإنسولين على غشاء الخلية حيث يقوم بتنشيط هرمون delta- 9 desaturase enzyme في الخلايا السرطانية، وتغيير تركيب الدهون في الخلية بحيث يتم تحويل حمض دهني مشبع إلى غير مشبع، مما يزيد من سيولة غشاء الخلية، وبالتالي زيادة النفاذية، وزيادة في درجات حرارة الفسيولوجية إلى 20 درجة مئوية. فرضيات أخرى لتأثير الإنسولين على غشاء الخلية، حيث يقترح أنه يتم امتصاص الأدوية على جزيئات الجلوكوز، وبالتالى تعبر الأدوية غشاء الخلية، أو يتم امتصاص الأدوية على هيئة إنسولين.
وفيما يتعلق تأثيره على التمثيل الغذائي، يتحول الإنسولين إلى مادة أخرى تسمى (IGF)، ويتم ذلك على أغشية الخلايا السرطانية حيث يزيد من نسبة المرحلة S- من نمو الخلايا السرطانية، فيقوم بزيادة وسرعة معدل نمو الخلايا السرطانية وبالتالي زيادة استقبال الخلايا السرطانية إلى الأدوية السامة.

## التكلفة
وتبلغ التكلفة ما يصل إلى 2000 $ لكل جلسة علاج. المرضى في كثير من الأحيان يقومون بدفع التكلفة الكاملة من جيوبهم، لأن هذا العلاج غير مثبت بعد وبالتالي لا يغطيها التأمين الصحي.

## الممارسة الحالية
دوناتو بيريز غارسيا، هو مالك براءة الاختراع الأمريكية US patent 4971951 لعلاج الإنسولين US patent 5155096 وبراءة الاختراع الأمريكية لكيفية استخدام الإن
سولين كعلاج
دوناتو بيريز غارسيا، هو الطبيب الوحيد الذي يملك سلطة قانونية لتدريب وترخيص، واعتماد الأطباء الآخرين.
يعمل حاليا في لوس الصحية الدولية مدير الطب الوظيفي.